# Coventina
 (avril 2017).
Coventina est une déesse celte des eaux. Elle représente l'abondance et la fécondité.
Plus exactement, Coventina est une déesse britto-romaine. Elle est connue par diverses inscriptions sur un site du comté de Northumberland au Royaume-Uni, dans l'environnement d'une source d'eau naturelle près de Carrawburgh (en) sur le mur d'Hadrien. Il est également possible que d'autres inscriptions, deux en Hispanie et une autre en Gaule narbonnaise, puissent se référer à Coventina, mais elles sont sujettes à débat.

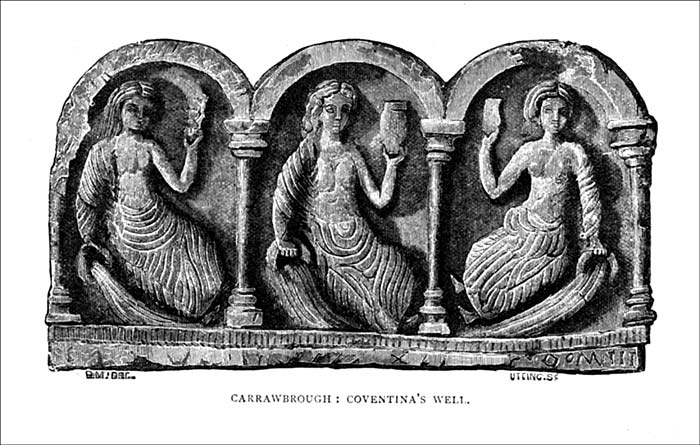
Triple représentation de Coventina.

La fée Viviane ou la Dame du Lac, personnage des légendes arthuriennes, y serait apparentée.[réf. nécessaire]